# Список астероїдів (21601—21700)
| Назва                                 | Тимчасове позначення | Дата відкриття  | Місце відкриття                    | Відкривач                            |
| ------------------------------------- | -------------------- | --------------- | ---------------------------------- | ------------------------------------ |
| (21601) 1998 XO89                     | 1998 XO89            | 15 грудня 1998  | Сокорро (Нью-Мексико)              | LINEAR                               |
| 21602 Ialmenus                        | 1998 YW1             | 17 грудня 1998  | Обсерваторія Клеть                 | Мілош Тіхі, Зденек Моравец           |
| (21603) 1999 BY                       | 1999 BY              | 17 січня 1999   | Каталінський огляд                 | Каталінський огляд                   |
| (21604) 1999 BS3                      | 1999 BS3             | 19 січня 1999   | Вішнянська обсерваторія            | Корадо Корлевіч                      |
| 21605 Рейнозо (Reynoso)               | 1999 CL81            | 12 лютого 1999  | Сокорро (Нью-Мексико)              | LINEAR                               |
| (21606) 1999 FH6                      | 1999 FH6             | 17 березня 1999 | Коссоль                            | ODAS                                 |
| 21607 Ребель (Robel)                  | 1999 GG34            | 6 квітня 1999   | Сокорро (Нью-Мексико)              | LINEAR                               |
| 21608 Ґлойна (Gloyna)                 | 1999 GQ35            | 7 квітня 1999   | Сокорро (Нью-Мексико)              | LINEAR                               |
| 21609 Вільямкалеб (Williamcaleb)      | 1999 JQ41            | 10 травня 1999  | Сокорро (Нью-Мексико)              | LINEAR                               |
| 21610 Розенґард (Rosengard)           | 1999 JE48            | 10 травня 1999  | Сокорро (Нью-Мексико)              | LINEAR                               |
| 21611 Розофф (Rosoff)                 | 1999 JV50            | 10 травня 1999  | Сокорро (Нью-Мексико)              | LINEAR                               |
| 21612 Челсаґлорія (Chelsagloria)      | 1999 JS57            | 10 травня 1999  | Сокорро (Нью-Мексико)              | LINEAR                               |
| 21613 Шлехт (Schlecht)                | 1999 JF68            | 12 травня 1999  | Сокорро (Нью-Мексико)              | LINEAR                               |
| 21614 Грочовскі (Grochowski)          | 1999 JW75            | 10 травня 1999  | Сокорро (Нью-Мексико)              | LINEAR                               |
| 21615 Ґвардамано (Guardamano)         | 1999 JQ76            | 10 травня 1999  | Сокорро (Нью-Мексико)              | LINEAR                               |
| 21616 Ґуаґілфорд (Guhagilford)        | 1999 JQ82            | 12 травня 1999  | Сокорро (Нью-Мексико)              | LINEAR                               |
| 21617 Джонхаген (Johnhagen)           | 1999 JO119           | 13 травня 1999  | Сокорро (Нью-Мексико)              | LINEAR                               |
| 21618 Шейх (Sheikh)                   | 1999 JT122           | 13 травня 1999  | Сокорро (Нью-Мексико)              | LINEAR                               |
| 21619 Johnshopkins                    | 1999 JN136           | 9 травня 1999   | Станція Андерсон-Меса              | LONEOS                               |
| (21620) 1999 KU                       | 1999 KU              | 16 травня 1999  | Каталінський огляд                 | Каталінський огляд                   |
| 21621 Шерман (Sherman)                | 1999 KR4             | 20 травня 1999  | Сокорро (Нью-Мексико)              | LINEAR                               |
| 21622 Вікторшіа (Victorshia)          | 1999 LV22            | 9 червня 1999   | Сокорро (Нью-Мексико)              | LINEAR                               |
| 21623 Альбертшіех (Albertshieh)       | 1999 LS24            | 9 червня 1999   | Сокорро (Нью-Мексико)              | LINEAR                               |
| (21624) 1999 NA1                      | 1999 NA1             | 11 липня 1999   | Вішнянська обсерваторія            | Корадо Корлевіч                      |
| 21625 Сейра (Seira)                   | 1999 NN2             | 12 липня 1999   | Сокорро (Нью-Мексико)              | LINEAR                               |
| 21626 Метьюхолл (Matthewhall)         | 1999 NP2             | 12 липня 1999   | Сокорро (Нью-Мексико)              | LINEAR                               |
| 21627 Сілліс (Sillis)                 | 1999 NZ3             | 13 липня 1999   | Сокорро (Нью-Мексико)              | LINEAR                               |
| 21628 Лукасгоф (Lucashof)             | 1999 ND4             | 13 липня 1999   | Сокорро (Нью-Мексико)              | LINEAR                               |
| 21629 Сіперстейн (Siperstein)         | 1999 NT8             | 13 липня 1999   | Сокорро (Нью-Мексико)              | LINEAR                               |
| 21630 Вутенсміт (Wootensmith)         | 1999 NM9             | 13 липня 1999   | Сокорро (Нью-Мексико)              | LINEAR                               |
| 21631 Стівенхонан (Stephenhonan)      | 1999 NU10            | 13 липня 1999   | Сокорро (Нью-Мексико)              | LINEAR                               |
| 21632 Суванасрі (Suwanasri)           | 1999 NR11            | 13 липня 1999   | Сокорро (Нью-Мексико)              | LINEAR                               |
| 21633 Сінпеньюань (Hsingpenyuan)      | 1999 NW11            | 13 липня 1999   | Сокорро (Нью-Мексико)              | LINEAR                               |
| 21634 Хуанвейкан (Huangweikang)       | 1999 NB18            | 14 липня 1999   | Сокорро (Нью-Мексико)              | LINEAR                               |
| 21635 Мікатолл (Micahtoll)            | 1999 NU19            | 14 липня 1999   | Сокорро (Нью-Мексико)              | LINEAR                               |
| 21636 Уертас (Huertas)                | 1999 NS34            | 14 липня 1999   | Сокорро (Нью-Мексико)              | LINEAR                               |
| 21637 Нінахаффман (Ninahuffman)       | 1999 NH36            | 14 липня 1999   | Сокорро (Нью-Мексико)              | LINEAR                               |
| 21638 Нікяховскі (Nicjachowski)       | 1999 NA39            | 14 липня 1999   | Сокорро (Нью-Мексико)              | LINEAR                               |
| 21639 Девідкауфман (Davidkaufman)     | 1999 ND39            | 14 липня 1999   | Сокорро (Нью-Мексико)              | LINEAR                               |
| 21640 Пітеркіркланд (Petekirkland)    | 1999 NX39            | 14 липня 1999   | Сокорро (Нью-Мексико)              | LINEAR                               |
| 21641 Тіффаніко (Tiffanyko)           | 1999 NC40            | 14 липня 1999   | Сокорро (Нью-Мексико)              | LINEAR                               |
| 21642 Комінерз (Kominers)             | 1999 NH41            | 14 липня 1999   | Сокорро (Нью-Мексико)              | LINEAR                               |
| 21643 Корнєв (Kornev)                 | 1999 NJ42            | 14 липня 1999   | Сокорро (Нью-Мексико)              | LINEAR                               |
| 21644 Вінай (Vinay)                   | 1999 NA50            | 13 липня 1999   | Сокорро (Нью-Мексико)              | LINEAR                               |
| 21645 Ченесайвей (Chentsaiwei)        | 1999 NZ50            | 14 липня 1999   | Сокорро (Нью-Мексико)              | LINEAR                               |
| 21646 Джошуатернер (Joshuaturner)     | 1999 NK53            | 12 липня 1999   | Сокорро (Нью-Мексико)              | LINEAR                               |
| 21647 Карлтернер (Carlturner)         | 1999 NE54            | 12 липня 1999   | Сокорро (Нью-Мексико)              | LINEAR                               |
| 21648 Ґравеншейк (Gravanschaik)       | 1999 NB57            | 12 липня 1999   | Сокорро (Нью-Мексико)              | LINEAR                               |
| 21649 Вардхана (Vardhana)             | 1999 NQ59            | 13 липня 1999   | Сокорро (Нью-Мексико)              | LINEAR                               |
| 21650 Тілгнер (Tilgner)               | 1999 OB1             | 17 липня 1999   | Обсерваторія Ньйоска               | Стефано Спозетті                     |
| 21651 Мішн Валлей (Mission Valley)    | 1999 OF1             | 19 липня 1999   | Обсерваторія Фарпойнт              | Ґрем Белл                            |
| 21652 Васиштха (Vasishtha)            | 1999 OQ2             | 22 липня 1999   | Сокорро (Нью-Мексико)              | LINEAR                               |
| 21653 Девідвонґ (Davidwang)           | 1999 OH3             | 22 липня 1999   | Сокорро (Нью-Мексико)              | LINEAR                               |
| (21654) 1999 PZ                       | 1999 PZ              | 5 серпня 1999   | Обсерваторія Мальорки              | Альваро Лопес-Ґарсіа, Рафаель Пачеко |
| 21655 Ніклаусвірс (Niklauswirth)      | 1999 PC1             | 8 серпня 1999   | Обсерваторія Ондржейов             | Ленка Коткова                        |
| 21656 Кнут (Knuth)                    | 1999 PX1             | 9 серпня 1999   | Обсерваторія Ондржейов             | Петр Правец, Петер Кушнірак          |
| (21657) 1999 PZ1                      | 1999 PZ1             | 10 серпня 1999  | Обсерваторія Ріді-Крик             | Джон Бротон                          |
| (21658) 1999 PA2                      | 1999 PA2             | 10 серпня 1999  | Обсерваторія Ріді-Крик             | Джон Бротон                          |
| 21659 Фредгольм (Fredholm)            | 1999 PR3             | 13 серпня 1999  | Прескоттська обсерваторія          | Пол Комба                            |
| 21660 Веленія (Velenia)               | 1999 QZ1             | 20 серпня 1999  | Обсерваторія Ондржейов             | Петр Правец                          |
| 21661 Ольгагермані (Olgagermani)      | 1999 RA              | 1 вересня 1999  | Обсерваторія Беллатрікс            | Джанлуко Масі                        |
| 21662 Беніньї (Benigni)               | 1999 RC              | 1 вересня 1999  | Обсерваторія Санта-Лючія Стронконе | Обсерваторія Санта-Лючія Стронконе   |
| 21663 Банат (Banat)                   | 1999 RM              | 3 вересня 1999  | Штаркенбурзька обсерваторія        | Штаркенбурзька обсерваторія          |
| 21664 Конрадцузе (Konradzuse)         | 1999 RG1             | 4 вересня 1999  | Обсерваторія Ондржейов             | Ленка Коткова                        |
| 21665 Фреге (Frege)                   | 1999 RR1             | 5 вересня 1999  | Прескоттська обсерваторія          | Пол Комба                            |
| (21666) 1999 RW1                      | 1999 RW1             | 5 вересня 1999  | Вішнянська обсерваторія            | Корадо Корлевіч                      |
| (21667) 1999 RB3                      | 1999 RB3             | 6 вересня 1999  | Вішнянська обсерваторія            | Корадо Корлевіч                      |
| (21668) 1999 RS6                      | 1999 RS6             | 3 вересня 1999  | Обсерваторія Кітт-Пік              | Spacewatch                           |
| (21669) 1999 RF8                      | 1999 RF8             | 4 вересня 1999  | Обсерваторія Кітт-Пік              | Spacewatch                           |
| 21670 Куан (Kuan)                     | 1999 RD11            | 7 вересня 1999  | Сокорро (Нью-Мексико)              | LINEAR                               |
| 21671 Воренер (Warrener)              | 1999 RP12            | 7 вересня 1999  | Сокорро (Нью-Мексико)              | LINEAR                               |
| 21672 Лаічунью (Laichunju)            | 1999 RK14            | 7 вересня 1999  | Сокорро (Нью-Мексико)              | LINEAR                               |
| 21673 Лезерман (Leatherman)           | 1999 RL15            | 7 вересня 1999  | Сокорро (Нью-Мексико)              | LINEAR                               |
| 21674 Ренальдоуебб (Renaldowebb)      | 1999 RG18            | 7 вересня 1999  | Сокорро (Нью-Мексико)              | LINEAR                               |
| 21675 Кейтлінмарія (Kaitlinmaria)     | 1999 RM22            | 7 вересня 1999  | Сокорро (Нью-Мексико)              | LINEAR                               |
| 21676 Моріненн (Maureenanne)          | 1999 RB23            | 7 вересня 1999  | Сокорро (Нью-Мексико)              | LINEAR                               |
| 21677 Тайлерліон (Tylerlyon)          | 1999 RO23            | 7 вересня 1999  | Сокорро (Нью-Мексико)              | LINEAR                               |
| 21678 Лінднер (Lindner)               | 1999 RK27            | 5 вересня 1999  | Дребах                             | Ґерард Легман, Й. Кандлер            |
| 21679 Беттіпалерміті (Bettypalermiti) | 1999 RD28            | 8 вересня 1999  | Обсерваторія Фаунтін-Гіллс         | Чарльз Джулз                         |
| 21680 Річардшвартц (Richardschwartz)  | 1999 RS31            | 9 вересня 1999  | Фарра-д'Ізонцо                     | Фарра-д'Ізонцо                       |
| (21681) 1999 RN32                     | 1999 RN32            | 9 вересня 1999  | Вішнянська обсерваторія            | Корадо Корлевіч                      |
| 21682 Пештафрантішек (Pestafrantisek) | 1999 RT32            | 9 вересня 1999  | Обсерваторія Ондржейов             | Петр Правец, Петер Кушнірак          |
| 21683 Сігал (Segal)                   | 1999 RL33            | 9 вересня 1999  | Обсерваторія Фаунтін-Гіллс         | Чарльз Джулз                         |
| 21684 Алінафіокка (Alinafiocca)       | 1999 RR33            | 4 вересня 1999  | Обсерваторія Анса                  | Майнор Вайт, М. Коллінс              |
| 21685 Франкомаллія (Francomallia)     | 1999 RL35            | 11 вересня 1999 | Обсерваторія Беллатрікс            | Джанлуко Масі                        |
| 21686 Кошни (Koschny)                 | 1999 RB36            | 11 вересня 1999 | Дребах                             | А. Кнофель                           |
| 21687 Філопанті (Filopanti)           | 1999 RB37            | 11 вересня 1999 | Обсерваторія Сан-Вітторе           | Обсерваторія Сан-Вітторе             |
| (21688) 1999 RK37                     | 1999 RK37            | 11 вересня 1999 | Сокорро (Нью-Мексико)              | LINEAR                               |
| (21689) 1999 RL38                     | 1999 RL38            | 13 вересня 1999 | Вішнянська обсерваторія            | Корадо Корлевіч                      |
| (21690) 1999 RA39                     | 1999 RA39            | 13 вересня 1999 | Обсерваторія Ріді-Крик             | Джон Бротон                          |
| (21691) 1999 RC42                     | 1999 RC42            | 13 вересня 1999 | Вішнянська обсерваторія            | Корадо Корлевіч                      |
| (21692) 1999 RH44                     | 1999 RH44            | 15 вересня 1999 | Обсерваторія Ріді-Крик             | Джон Бротон                          |
| (21693) 1999 RT44                     | 1999 RT44            | 14 вересня 1999 | Обсерваторія Чрні Врх              | Обсерваторія Чрні Врх                |
| 21694 Еллісовілсон (Allisowilson)     | 1999 RL48            | 7 вересня 1999  | Сокорро (Нью-Мексико)              | LINEAR                               |
| 21695 Ганнавольф (Hannahwolf)         | 1999 RG49            | 7 вересня 1999  | Сокорро (Нью-Мексико)              | LINEAR                               |
| 21696 Ермалмквіст (Ermalmquist)       | 1999 RC52            | 7 вересня 1999  | Сокорро (Нью-Мексико)              | LINEAR                               |
| 21697 Масчарак (Mascharak)            | 1999 RW54            | 7 вересня 1999  | Сокорро (Нью-Мексико)              | LINEAR                               |
| 21698 МакКерен (McCarron)             | 1999 RD56            | 7 вересня 1999  | Сокорро (Нью-Мексико)              | LINEAR                               |
| 21699 Вольперт (Wolpert)              | 1999 RE64            | 7 вересня 1999  | Сокорро (Нью-Мексико)              | LINEAR                               |
| 21700 Кейсініколь (Caseynicole)       | 1999 RD72            | 7 вересня 1999  | Сокорро (Нью-Мексико)              | LINEAR                               |

| ← Астероїди 20001—30000 → |             |             |             |             |             |             |             |             |             |
| 20001—20100               | 21001—21100 | 22001—22100 | 23001—23100 | 24001—24100 | 25001—25100 | 26001—26100 | 27001—27100 | 28001—28100 | 29001—29100 |
| 20101—20200               | 21101—21200 | 22101—22200 | 23101—23200 | 24101—24200 | 25101—25200 | 26101—26200 | 27101—27200 | 28101—28200 | 29101—29200 |
| 20201—20300               | 21201—21300 | 22201—22300 | 23201—23300 | 24201—24300 | 25201—25300 | 26201—26300 | 27201—27300 | 28201—28300 | 29201—29300 |
| 20301—20400               | 21301—21400 | 22301—22400 | 23301—23400 | 24301—24400 | 25301—25400 | 26301—26400 | 27301—27400 | 28301—28400 | 29301—29400 |
| 20401—20500               | 21401—21500 | 22401—22500 | 23401—23500 | 24401—24500 | 25401—25500 | 26401—26500 | 27401—27500 | 28401—28500 | 29401—29500 |
| 20501—20600               | 21501—21600 | 22501—22600 | 23501—23600 | 24501—24600 | 25501—25600 | 26501—26600 | 27501—27600 | 28501—28600 | 29501—29600 |
| 20601—20700               | 21601—21700 | 22601—22700 | 23601—23700 | 24601—24700 | 25601—25700 | 26601—26700 | 27601—27700 | 28601—28700 | 29601—29700 |
| 20701—20800               | 21701—21800 | 22701—22800 | 23701—23800 | 24701—24800 | 25701—25800 | 26701—26800 | 27701—27800 | 28701—28800 | 29701—29800 |
| 20801—20900               | 21801—21900 | 22801—22900 | 23801—23900 | 24801—24900 | 25801—25900 | 26801—26900 | 27801—27900 | 28801—28900 | 29801—29900 |
| 20901—21000               | 21901—22000 | 22901—23000 | 23901—24000 | 24901—25000 | 25901—26000 | 26901—27000 | 27901—28000 | 28901—29000 | 29901—30000 |